# オガサワラゴキブリ
オガサワラゴキブリ（小笠原蜚蠊、学名: Pycnoscelus surinamensis）は、ゴキブリ目オオゴキブリ科に属する昆虫の一種。

## 分布
世界中の熱帯・亜熱帯域に分布する。東洋熱帯が原産地と考えられるが、詳しいことはわかっていない。
日本では九州（大分県）、南西諸島、伊豆諸島、小笠原諸島に分布する。最近では富山県や千葉県でも記録されている。日本国内では外来種として扱われる。

## 特徴
体長13-18mm、前翅長12-18mm。
前胸部は光沢のある黒色で、前縁が黄色で縁取られる。前翅は茶褐色。
平地に多く生息する。卵胎生。